# Yolanda Adams
Yolanda Yvette Adams (Houston, Texas, 27 de agosto de 1961) es una locutora y cantante estadounidense de gospel. A lo largo de su carrera ha obtenido un Grammy y un GMA además de ser nombrada como la primera artista gospel de la década según el Billboard. En el mismo listado, aparece su álbum Mountain High... Valley Low, el cual fue reconocido como el mejor álbum gospel.
Según SoundScan, Adams vendió más de 4,5 millones de álbumes desde 1991.
En 1979 estudió en la Escuela Preparatoria Sterling de Houston, ciudad donde se crio junto a sus seis hermanos. Tras graduarse en la Universidad de Texas empezó a estudiar la carrera de profesora al mismo tiempo que daba sus primeros pasos en el mundo de la música.

## Discografía
- 1987: Just as I Am
- 1991: Through the Storm
- 1993: Save the World
- 1995: More Than A Melody
- 1997: Yolanda..._Live_in_Washington
- 1998: Songs from the Heart
- 1999: Mountain High...Valley Low
- 2000: Christmas With Yolanda Adams
- 2001: Believe
- 2002: The Experience
- 2005: Day By Day
- 2007: What a Wonderful Time
- 2011: Becoming